# Station Langdorp

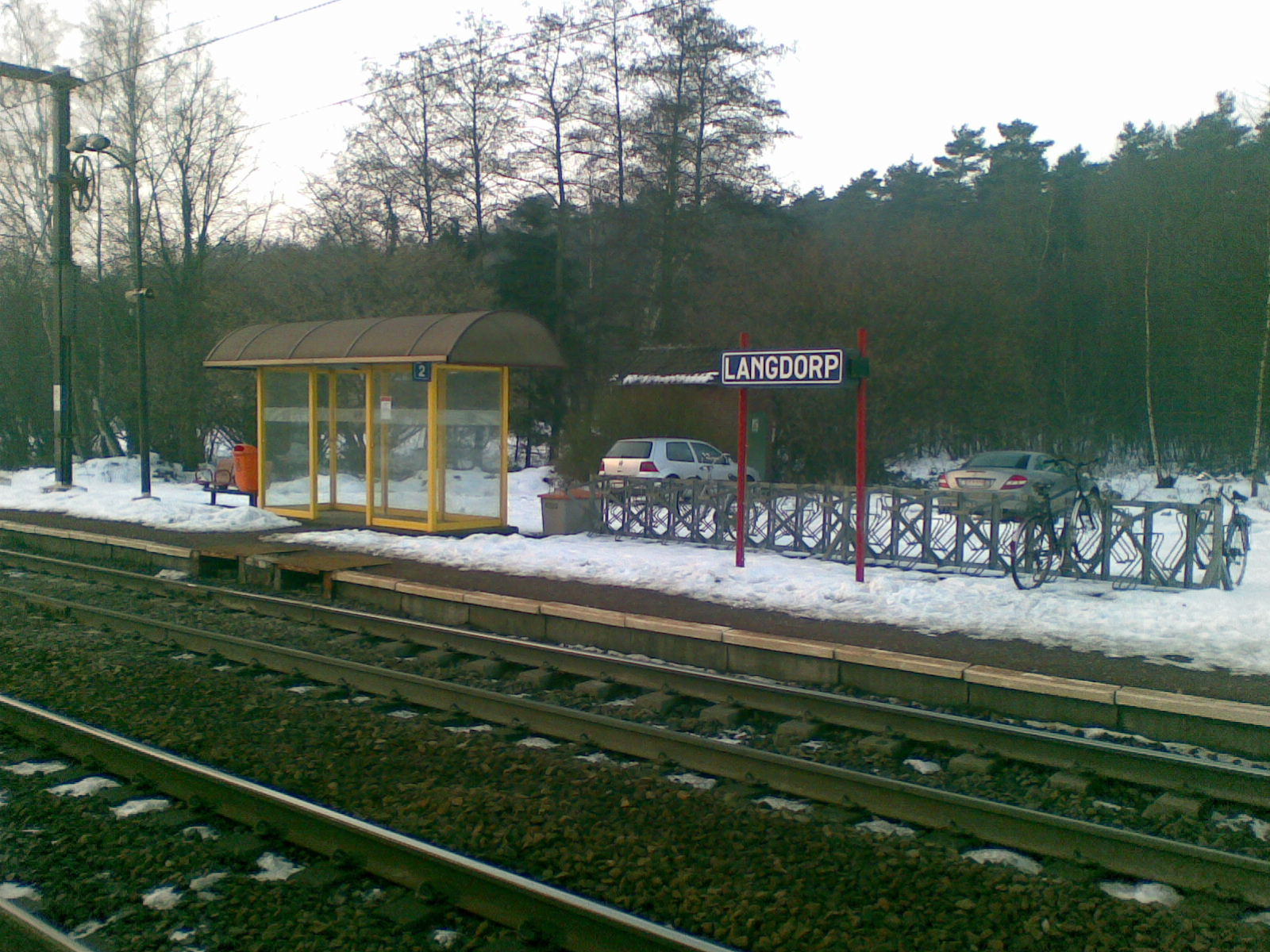
Station in de winter

Station Langdorp is een spoorweghalte langs spoorlijn 35 (Leuven - Hasselt) in Langdorp, een deelgemeente van de Belgische stad Aarschot. Men kan er kosteloos parkeren en er is een gratis fietsstalling.

## Treindienst
| Serie       | Treinsoort          | Route                                                                          | Bijzonderheden                     |
| ----------- | ------------------- | ------------------------------------------------------------------------------ | ---------------------------------- |
| IC 08       | Intercity (NMBS)    | Antwerpen-Centraal – Mechelen – Brussels Airport-Zaventem – Langdorp – Hasselt |                                    |
| L 2450      | L-trein (NMBS)      | Leuven – Aarschot – Langdorp – Hasselt                                         | Rijdt niet in het weekend.         |
| P 7360/8360 | Piekuurtrein (NMBS) | Leuven – Langdorp – Hasselt                                                    | Rijdt niet in het weekend.         |
| P 8225      | Piekuurtrein (NMBS) | Tongeren – Hasselt – Langdorp – Leuven                                         | In het weekend in december en mei. |

## Reizigerstellingen
De grafiek en tabel geven het gemiddeld aantal instappende reizigers weer op een week-, zater- en zondag.
| Tabel: aantal instappende reizigers station Langdorp | Tabel: aantal instappende reizigers station Langdorp | Tabel: aantal instappende reizigers station Langdorp | Tabel: aantal instappende reizigers station Langdorp |
|                                                      | Weekdag                                              | Zaterdag                                             | Zondag                                               |
| ---------------------------------------------------- | ---------------------------------------------------- | ---------------------------------------------------- | ---------------------------------------------------- |
| 1977                                                 | 43                                                   | -                                                    | -                                                    |
| 1978                                                 | 46                                                   | 4                                                    | 1                                                    |
| 1979                                                 | 62                                                   | 2                                                    | 7                                                    |
| 1980                                                 | 83                                                   | 1                                                    | -                                                    |
| 1981                                                 | 46                                                   | 2                                                    | -                                                    |
| 1982                                                 | 79                                                   | 2                                                    | -                                                    |
| 1983                                                 | 53                                                   | -                                                    | -                                                    |
| 1984                                                 | 75                                                   | 26                                                   | 18                                                   |
| 1985                                                 | 103                                                  | 22                                                   | 11                                                   |
| 1986                                                 | 58                                                   | 11                                                   | 8                                                    |
| 1987                                                 | 82                                                   | 19                                                   | 25                                                   |
| 1988                                                 | 84                                                   | 17                                                   | 54                                                   |
| 1989                                                 | 74                                                   | 12                                                   | 21                                                   |
| 1990                                                 | 96                                                   | 16                                                   | 10                                                   |
| 1991                                                 | 93                                                   | 12                                                   | 95                                                   |
| 1992                                                 | 97                                                   | 21                                                   | 40                                                   |
| 1993                                                 | 106                                                  | 21                                                   | 17                                                   |
| 1994                                                 | 110                                                  | 13                                                   | 4                                                    |
| 1995                                                 | 108                                                  | 14                                                   | 11                                                   |
| 1996                                                 | 102                                                  | 17                                                   | 11                                                   |
| 1997                                                 | 104                                                  | 21                                                   | 40                                                   |
| 1998                                                 | 196                                                  | 18                                                   | 10                                                   |
| 1999                                                 | 137                                                  | 11                                                   | 8                                                    |
| 2000                                                 | 138                                                  | 24                                                   | 24                                                   |
| 2001                                                 | 155                                                  | 14                                                   | 12                                                   |
| 2002                                                 | 126                                                  | 11                                                   | 20                                                   |
| 2003                                                 | 134                                                  | 13                                                   | 12                                                   |
| 2004                                                 | 150                                                  | 14                                                   | 15                                                   |
| 2005                                                 | 170                                                  | 8                                                    | 16                                                   |
| 2006                                                 | 184                                                  | 18                                                   | 16                                                   |
| 2007                                                 | 154                                                  | 16                                                   | 17                                                   |
| 2008                                                 | -                                                    | -                                                    | -                                                    |
| 2009                                                 | 176                                                  | 18                                                   | 61                                                   |
| 2010                                                 | -                                                    | -                                                    | -                                                    |
| 2011                                                 | -                                                    | -                                                    | -                                                    |
| 2012                                                 | 203                                                  | 18                                                   | 82                                                   |
| 2013                                                 | 205                                                  | 20                                                   | 29                                                   |
| 2014                                                 | 235                                                  | 24                                                   | 44                                                   |
| 2015                                                 | 184                                                  | 25                                                   | 40                                                   |
| 2016                                                 | 154                                                  | 19                                                   | 48                                                   |
| 2017                                                 | 176                                                  | 28                                                   | 30                                                   |
| 2018                                                 | 207                                                  | 31                                                   | 107                                                  |
| 2019                                                 | 220                                                  | 72                                                   | 98                                                   |
| 2020                                                 | 101                                                  | 53                                                   | 28                                                   |
| 2021                                                 | -                                                    | -                                                    | -                                                    |
| 2022                                                 | 211                                                  | 48                                                   | 63                                                   |
| 2023                                                 | 174                                                  | 39                                                   | 51                                                   |
| 2024                                                 | 185                                                  | 96                                                   | 61                                                   |

0,0: Leuven ·
3,8: Holsbeek ·
6,0: Putkapel ·
7,1: Rotselaar ·
9,1: Wezemaal ·
12,3: Gelrode ·
15,5: Aarschot ·
19,3: Langdorp ·
25,2: Testelt ·
28,1: Zichem ·
33,2: Diest ·
38,5: Zelem ·
41,1: Linkhout ·
43,2: Schulen ·
46,5: Spalbeek ·
48,3: Kermt-Dorp ·
49,9: Kermt-Statie ·
53,8: Hasselt